# 不思議な幻燈館
『不思議な幻燈館』（ふしぎなげんとうかん）はテレビ朝日の深夜番組枠『熱帯夜アカデミー』で放送されたテレビドラマ。放映期間は1991年4月2日から1992年3月30日まで。全49回の放送であり、そのうち第22回、第48回、第49回の3回分は総集編である。
1990年4月にフジテレビ系列で放送を開始した『世にも奇妙な物語』のヒットを受けて当時流行していたオムニバス形式のショートホラー・ドラマの一つである。中盤からファンタジーやSF寄りのエピソードも放送していたが、当初は残酷色を強調したショック・ホラー的なエピソードが中心だった。

## 概要
『世にも奇妙な物語』と同様に、1話完結の形式によって日常生活に潜む恐怖を描いたドラマであり、より残酷色を前面に出した陰惨な作風が特徴的である。いわゆるスプラッターと呼べるほど直接的な流血シーンが多いわけではないものの、人肉食やスナッフ・ビデオなど猟奇的なテーマを扱った話が多い。
当初は都市伝説的な恐怖話を専門としており、ラストも後味の悪い終わり方をするのが恒例であった。しかし第19幕『永遠のBig Wind』（1991年8月6日）以降は恐怖ドラマにとどまらず、ファンタジーやSFの要素を取り入れたハッピーエンドの話も放送されるようになる。
多彩なスタッフ・キャストによる『世にも奇妙な物語』とは異なり超低予算で製作されたため、前半回の主演は設楽りさ子で固定されており、オープニング映像も彼女によるものだけだった。しかし傾向が変り始める19回で初主演した中山忍が、後半回ではヒロインを演ずることが多くなる。他には森山祐子や吉田美江や濱田万葉が数回主演した。男優では中山秀征や恵俊彰などが準主役として登場することもあった。またデビュー当初の小栗香織、森下涼子、HIROSHIGE（ZOO）なども出ている。
脚本は山内浩嗣、堀祐介、海老かつや（海老克哉）の共同。監督は全話を通じて保母浩章で固定されている。
深夜枠での放送ということもあって放送当時はあまり目立った脚光を浴びることがなく、再放送も稀でありソフト化もされていないことから、「幻のドラマ」としてごく一部で話題に挙がるにとどまっている。しかし近年、フジテレビ系列の深夜枠で放送された『トリハダ〜夜ふかしのあなたにゾクッとする話を』に『不思議な幻燈館』の影響を指摘する声が上がった事をきっかけに、90年代のいわゆる「Jホラー」初期の傑作として本作の再評価を望む声が一部で高まってきている。

## 主なエピソード
- 第2幕『女・真夜中のドライブ』

主人公（設楽りさ子）は友人たちと共に男女4人で深夜のドライブを楽しんでいた。しかし、森の中にやって来た彼らはそこで首吊り死体を見つけてしまう。驚いて警察に通報するが、ほんの少し目を離した間に、彼らが見つけた死体は跡形もなく消え去ってしまう。
そしてドライブから帰ってきた次の日から、主人公と一緒に森の中で死体を見つけた友人たちが一人ひとり不可解な失踪を遂げてゆく。やがて主人公にも見えない恐怖が忍び寄って来て…。
- 第3幕『レンタルビデオ夜想曲』

レンタルビデオ店で映画のビデオを借りて来た主人公（設楽りさ子）。疲れていたため映画を見ながらウトウトしてしまい、目が覚めた頃には映画は終わっていた。だが、映画が終わった後のビデオの余白部分に、女が惨殺される異様な映像が収録されているのを見てしまう。
何者かがレンタルビデオの余白に、地下で売買されていると噂されるスナッフ・ビデオ（本物の殺人を撮影した猟奇ビデオ）をダビングしたのだろうか…？謎めいた殺人映像の存在を知ってしまった主人公にも危機が迫る。
- 第12幕『誰かが私を呼んでいる』

主人公（設楽りさ子）は、目に見えない少年の声が聞こえることに悩まされていた。主人公はその声の正体が、行方不明になっている男子小学生の霊ではないかと考える。やがて、少年の声に誘われるままに森の中に入っていき、穴を掘ると、白骨化した人間の死体が埋められているのを発見する。
これで少年の声から解放されるかと思った主人公。だが、少年の霊の目的は死体を発見してもらうことではなく、一人きりで寂しい思いをしている自分の仲間を求めていた…。

## 主題歌・挿入歌
- エニグマ「SADNESS」

## 放送リスト
- 脚本　山内浩嗣／堀祐介／海老かつや（海老克哉）
- 演出　保母浩章
- 企画協力　田辺エージェンシー
- 『不思議な幻燈館 第ｎ幕』が題名で、続く短文はサブタイトル（最終回を除く）。
- 備考の順位は、48話、49話で発表された順位

| 話数   | 放送日 (曜日) 時間          | サブタイトル                            | 出演                                                                            | 備考 |
| ------ | --------------------------- | --------------------------------------- | ------------------------------------------------------------------------------- | ---- |
| 1      | 1991.04.02 (火) 25:05-25:25 | 引っ越して来た部屋                      | 設楽りさ子                                                                      | 10位 |
| 2      | 1991.04.09 (火) 24:35-24:55 | 女・真夜中のドライブ                    |                                                                                 |      |
| 3      | 1991.04.16 (火) 24:35-24:55 | レンタルビデオ夜想曲                    | 設楽りさ子                                                                      | 2位  |
| 4      | 1991.04.23 (火) 24:35-24:55 | 閉ざされた映画館                        | 設楽りさ子、大月ウルフ、ミッキー・カーチス                                      | 4位  |
| 5      | 1991.04.30 (火) 24:35-24:55 | 拾われた手帳                            | 設楽りさ子                                                                      | 14位 |
| 6      | 1991.05.07 (火) 25:05-25:25 | 誰かがそこにいる                        |                                                                                 |      |
| 7      | 1991.05.14 (火) 25:02-25:22 | 死者からの運命通信                      |                                                                                 |      |
| 8      | 1991.05.21 (火) 25:02-25:22 | ジョーカーの悲劇・女                    | 設楽りさ子、歌澤寅右衛門                                                        |      |
| 9      | 1991.05.28 (火) 24:35-24:55 | 恋人たちの前世                          | 設楽りさ子                                                                      |      |
| 10     | 1991.06.04 (火) 24:35-24:55 | 映っていた男                            | 設楽りさ子                                                                      |      |
| 11     | 1991.06.11 (火) 24:35-24:55 | 夢のバックステージ                      | 設楽りさ子、中山秀征                                                            | 15位 |
| 12     | 1991.06.18 (火) 24:35-24:55 | 誰かが私を呼んでいる                    | 設楽りさ子                                                                      |      |
| 13     | 1991.06.25 (火) 24:35-24:55 | ロッカールームは危険な香り              | 設楽りさ子                                                                      |      |
| 14     | 1991.07.02 (火) 24:30-24:55 | 正当な代償                              | 設楽りさ子                                                                      | 12位 |
| 15     | 1991.07.09 (火) 24:57-25:22 | 恋人たちの秘密会議室                    | 設楽りさ子                                                                      |      |
| 16     | 1991.07.16 (火) 24:57-25:22 | 平穏な日々の破片…                       | 設楽りさ子、山崎猛、NARUKO、入江正徳                                            | 6位  |
| 17     | 1991.07.23 (火) 24:50-25:15 | 殺されやすい女                          | 設楽りさ子                                                                      |      |
| 18     | 1991.07.30 (火) 24:50-25:15 | 失われた存在証明                        | 設楽りさ子                                                                      |      |
| 19     | 1991.08.06 (火) 24:45-25:10 | 永遠のBig Wind                          | 中山忍、大月ウルフ、さとう珠緒                                                  | 7位  |
| 20     | 1991.08.13 (火) 24:42-25:07 | 忘れられない人                          | 設楽りさ子                                                                      |      |
| 21     | 1991.08.20 (火) 24:42-25:07 | 影に忍びよる足音                        |                                                                                 |      |
| 22     | 1991.08.27 (火) 25:00-25:25 | 真夏の夜の悪夢 総集編                   | ナレーション：大森章督 5,3,16,12話のハイライト                                  |      |
| 23     | 1991.09.03 (火) 24:30-24:55 | 選ばれた花嫁                            | 設楽りさ子                                                                      |      |
| 24     | 1991.09.10 (火) 24:57-25:22 | 時間にもて遊ばれる女                    | 濱田万葉                                                                        |      |
| 25     | 1991.09.17 (火) 24:57-25:22 | 題名のないプログラム                    | 中山忍                                                                          |      |
| 26     | 1991.09.24 (火) 24:30-24:55 | 消えていくイメージ…                     | 中山忍                                                                          |      |
| 27     | 1991.10.01 (火) 25:00-25:25 | 望んだ死の結末                          | 設楽りさ子                                                                      |      |
| 28     | 1991.10.07 (月) 24:30-24:55 | ミラクルブルース 奇跡の微笑み           | 森山祐子、小栗香織                                                              |      |
| 29     | 1991.10.14 (月) 24:30-24:55 | 忘却と追憶の鎮魂曲                      | 中山忍、HIROSHIGE（ZOO、現 向井智紀）、森下涼子                                 | 3位  |
| 30     | 1991.10.21 (月) 24:30-24:55 | 出口のない迷路 男と女の秋の気配         | 吉田美江                                                                        |      |
| 31     | 1991.10.28 (月) 24:30-24:55 | 生霊                                    | 設楽りさ子                                                                      |      |
| 32     | 1991.11.04 (月) 25:00-25:25 | 行き止まりの同乗者 偶然のトライアングル | 中山忍、森下涼子、矢野武                                                        |      |
| 33     | 1991.11.11 (月) 24:57-25:22 | 霊を呼ぶ空間                            | 森山祐子                                                                        |      |
| 34     | 1991.11.18 (月) 24:57-25:22 | 永遠に祈る至上の愛                      | 設楽りさ子                                                                      |      |
| 35     | 1991.11.25 (月) 24:30-24:55 | ダークイリュージョン 騒がしき無言の死体 | 吉田美江                                                                        | 8位  |
| 36     | 1991.12.09 (月) 24:30-24:55 | 死より深い眠り                          | 中山忍、HIROSHIGE（ZOO）                                                        | 11位 |
| 37     | 1992.01.06 (月) 24:45-25:10 | メインレースの大逆転                    | 森山祐子、恵俊彰                                                                |      |
| 38     | 1992.01.13 (月) 25:12-25:37 | 汚れなき路上の天使たち                  | 中山忍、石塚英彦                                                                | 13位 |
| 39     | 1992.01.20 (月) 24:57-25:22 | 鏡の中のナイトメア 瞳に映った真実       | 設楽りさ子、矢野武                                                              |      |
| 40     | 1992.01.27 (月) 24:30-24:55 | カレンダーガール                        | 森山祐子（一人三役）                                                            | 9位  |
| 41     | 1992.02.03 (月) 24:30-24:55 | 地下室の中の歪んだ愛                    | 吉田美江                                                                        |      |
| 42     | 1992.02.10 (月) 24:30-24:55 | バックミラーより愛をこめて              | 中山忍、恵俊彰                                                                  | 1位  |
| 43     | 1992.02.17 (月) 24:30-24:55 | 間違えられたマリア                      | 森山祐子                                                                        |      |
| 44     | 1992.02.24 (月) 24:30-24:55 | 時間の正しい支払い方                    | 濱田万葉                                                                        | 5位  |
| 45     | 1992.03.02 (月) 24:30-24:55 | 現実と虚構の輪舞曲                      | 吉田美江                                                                        |      |
| 46     | 1992.03.09 (月) 24:57-25:22 | 透明なチケット                          | 中山忍                                                                          |      |
| 47     | 1992.03.16 (月) 24:57-25:22 | 可愛い闖入者                            | 中山忍、松野大介                                                                |      |
| 48     | 1992.03.23 (月) 24:30-24:55 | THE TEN SELECTS OF 不思議な幻燈館       | ナレーション：大森章督 15位～6位まで紹介、 The scream of 不思議な幻燈館コーナー |      |
| 最終幕 | 1992.03.30 (月) 24:30-24:55 | THE TEN SELECTS OF 不思議な幻燈館       | ナレーション：大森章督 5位～1位まで紹介、 忍び寄る殺人鬼コーナー                |      |